# Мордехай, Ицхак
Ицха́к Мордеха́й (ивр. יצחק מרדכי‎, англ. Yitzhak Mordechai) — израильский военный, политический и государственный деятель.
Занимал должности министра обороны и министра транспорта. Вышел в отставку из Армии обороны Израиля в звании генерал-майора (алуф). Покинул политику в 2000 году после обвинений в сексуальных домогательствах во время его военной службы и в дальнейшей жизни. Доказательность некоторых из этих обвинений в итоге закончила его общественную карьеру.

## Военная служба
Ицхак Мордехай родился в Иракском Курдистане, репатриировался в Израиль в 1949 году. В 1962 году он зачислен в инженерные войска, а затем добровольно перешёл в десантную бригаду. В 1973 году, во время Войны Судного дня, командовал батальоном в боях за «Китайскую ферму» в Синае и был награждён медалью «За отвагу». В ходе Ливанской войны (1982) командовал территориальной дивизией «Галилея», занявшей города Тир и Сидон и участвовавшей в осаде Бейрута.
13 апреля 1984 года Мордехай в звании бригадного генерала (тат-алуф) командовал операцией по освобождению заложников захваченных палестинскими террористами. Был обвинён в ликвидации двух захваченных в плен террористов, но оправдан, когда выяснилось, что террористов ликвидировали сотрудники Шабак. Он был повышен в звании до генерал-майора (1986) и стал известен как «Командующий всех округов», после того как командовал последовательно всеми тремя военными округами Израиля (Южным, Центральным и Северным). В 1988 году, когда началась интифада, Мордехай был командующим Южного военного округа. Как глава Северного округа он командовал Операцией «Сведение счётов» в 1993 году.
Ицхак Мордехай вышел в отставку с действительной военной службы в 1995 году после 33 лет службы, когда новый начальник Генерального штаба Амнон Липкин-Шахак не стал назначать его в качестве своего заместителя.

## Политическая деятельность
Ицхак Мордехай вступил в партию «Ликуд» во время предвыборной кампании 1996 года, в результате которой Биньямин Нетаньяху стал премьер-министром Израиля. Мордехай присоединился к правительству Нетаньяху в качестве министра обороны.
В 1999 году произошёл публичный раскол между Мордехаем и Нетаньяху в связи со стремлением Мордехая отстранить главу правительства и занять его место.
Совместно с Амноном Липкин-Шахаком, который незадолго до этого не желал видеть Мордехая своим заместителем по армии, и другими Мордехай организовал «Партию Центра», объявившую его своим кандидатом на пост главы правительства, но на всеобщих выборах партия получила лишь шесть депутатских мандатов и присоединилась к правительству левых во главе с Эхудом Бараком. Мордехай стал министром транспорта.
Ицхак Мордехай ушёл в отставку с поста министра транспорта в 2000 году после того, как ему были предъявлены обвинения в сексуальных домогательствах в период его военной службы.

## Образование и семья
Ицхак Мордехай имеет степень бакалавра по истории Тель-Авивского университета и степень магистра в области политических наук Хайфского университета.
Ицхак Мордехай был женат дважды. Ко́хи, ставшая его второй женой, познакомилась с генералом Мордехаем на военной службе, когда он был командующим Северным военным округом, затем руководила его предвыборным штабом в ходе внутренних выборов в Ликуде и стала начальницей канцелярии Министра обороны после победы на выборах. Вскоре 25-летняя Кохи вышла замуж за 52-летнего генерала. У них родился сын. Кохи (Кохава) оставила мужа во время судебного процесса над ним.